# Oogblaasje
Het oogblaasje (vesicula optica) wordt tijdens de embryonale ontwikkeling gevormd. Het is een stadium in de vorming van het oog dat bij mensen gewoonlijk begint rond de vierde week van de embryonale ontwikkeling, gerekend vanaf de laatste menstruatie. Na de vorming van de lensplacode, een verdikking in het oppervlakte ectoderm als aanleg voor de ooglens wordt het onderliggende oogblaasje geïnduceerd. De twee oogblaasjes zijn de gepaarde laterale uitsteeksels van de wand van de embryonale voorhersenen in het gebied van de latere tussenhersenen.
Het oogblaasje is de voorloper van de oogbeker.
In het neurale plaatstadium hebben oogveldcellen een mesenchymale en niet-gepolariseerde verschijning en vormen ze een gelaagde structuur. Bij het begin van zebravis-oogblaasjesinstulping verlengen en polariseren cellen die zich in de meest laterale (marginale) regio's van het oogveld bevinden, en verkrijgen zo neuro-epitheliale kenmerken. Dit proces vereist de afzetting van een lamininerijke extracellulaire matrix (ECM) rond het oogveld. Terwijl marginale cellen lateraal worden verplaatst, waarbij twee uitstulpingen aan de zijkant van de neurale buis worden gevormd, ondergaan de resterende voorlopers die zich in de kern van het oogveld bevinden dezelfde verlenging en polarisatie om tussen de laterale cellen in te voegen tot het einde van het instulpingsproces. Het netto resultaat is een dynamische expansie van de oogblaasjes. Een van de mogelijke regulatoren van deze invoeging van cellen zou het niet-canonieke Wnt-signaleringspad kunnen zijn, aangezien de activering ervan vergelijkbare celherschikkingen in andere morfogenetische processen aanstuurt, zoals de convergentie-extensieherschikkingen die optreden tijdens de gastrulatie. Andere signaalroutes, zoals die welke worden geactiveerd door de fibroblastgroeifactor (FGF)- en Hh-liganden en die betrokken zijn bij de verdeling van het nieuwe oogblaasje langs de proximo-distale en naso-temporale as, kunnen ook relevant zijn voor deze vroege morfogenetische bewegingen, aangezien morfogenese en patroonvorming nauw op elkaar afgestemde gebeurtenissen zijn.
Bij muizen is aangetoond dat Lhx2 nodig is voor de vorming van oogblaasjes.

## Afbeeldingen

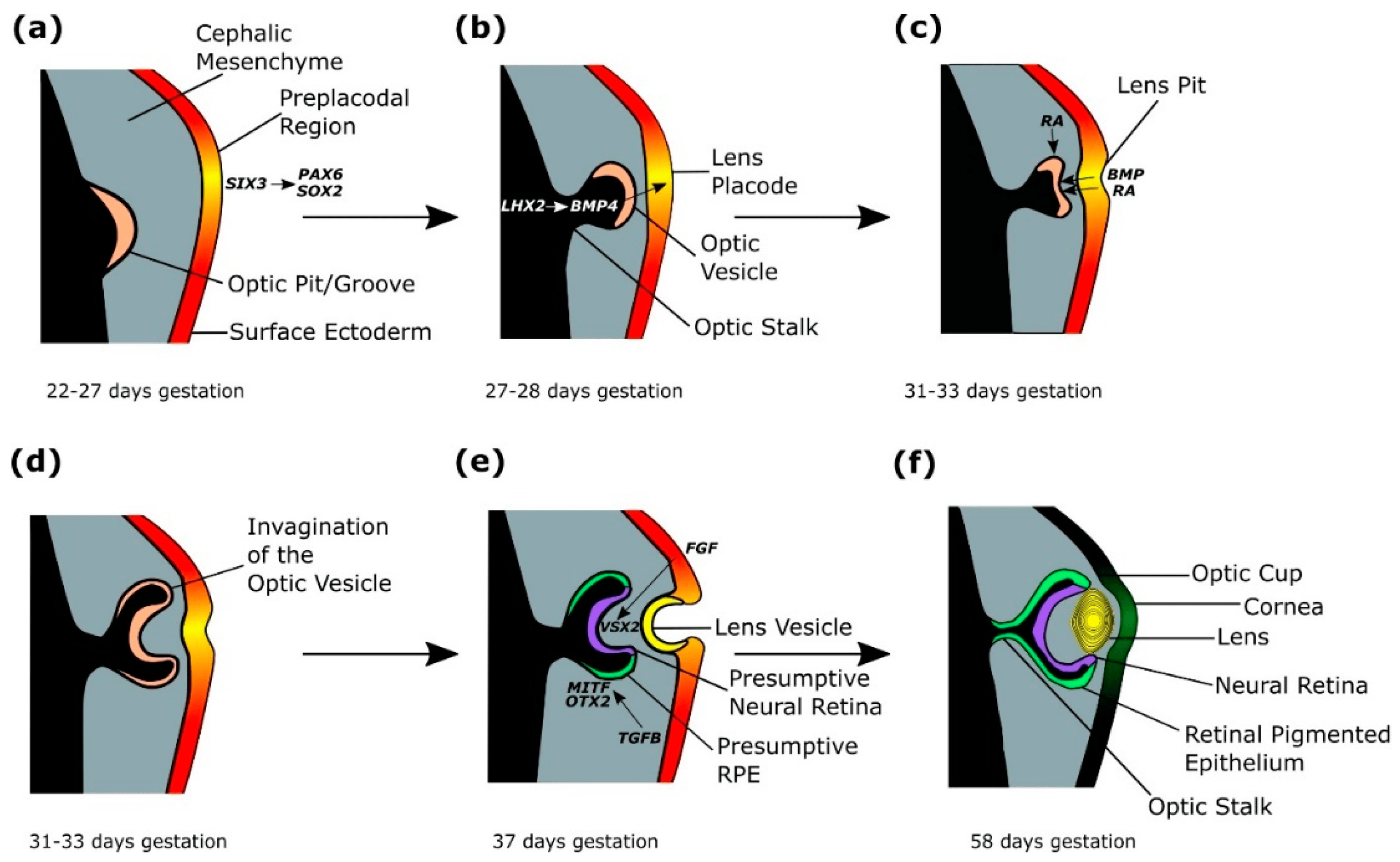
Ontwikkeling van de oogbeker en de lens. Dagen vanaf de laatste menstruatie. Optic cup: Oogbeker. Optic pit: Ooggroef, Optic vesicle: Oogblaasje, Retina: Netvlies
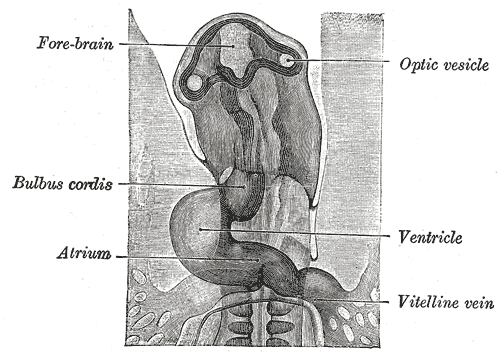
Kippenembryo ongeveer 38 uur oud. X 26. Optic vesicle: oogblaasje
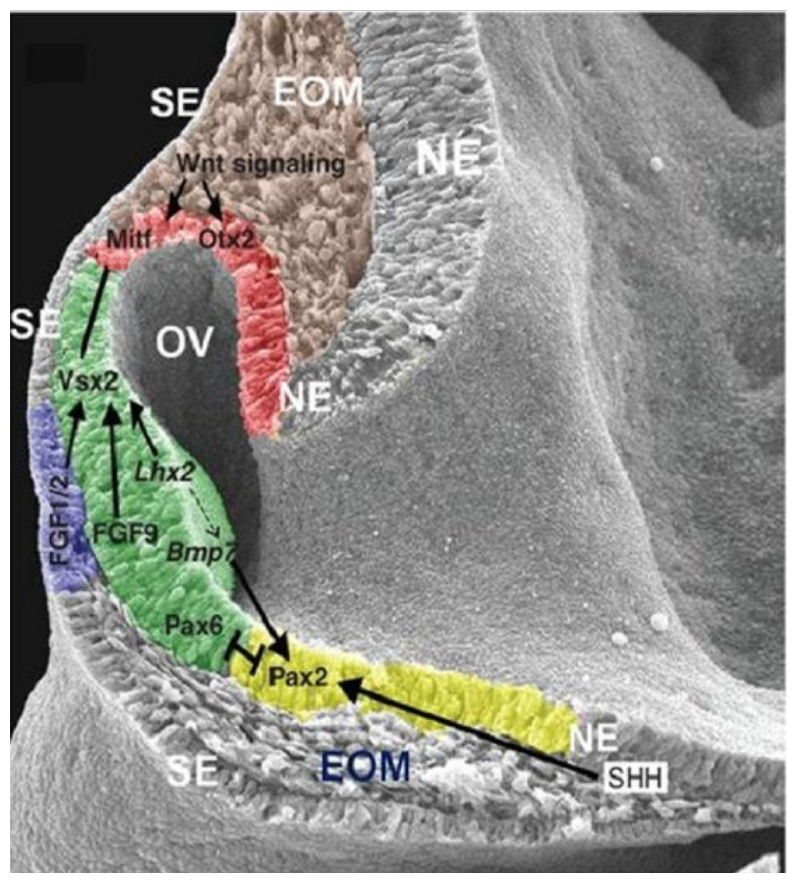
Muisembryo 9,5 dag oud. Behalve in het lensplacodegebied worden het neurale ectoderm (NE) en het oppervlakte ectoderm (SE) gescheiden door het extra-oculaire mesenchym (EOM). In het neurale ectoderm zijn het vermoedelijke retinaal pigmentepitheel (RPE), het neurale netvlies (NR) en de oogzenuw respectievelijk rood, groen en geel gekleurd. De lensplacode is blauw gekleurd. OV, Oogblaasje.
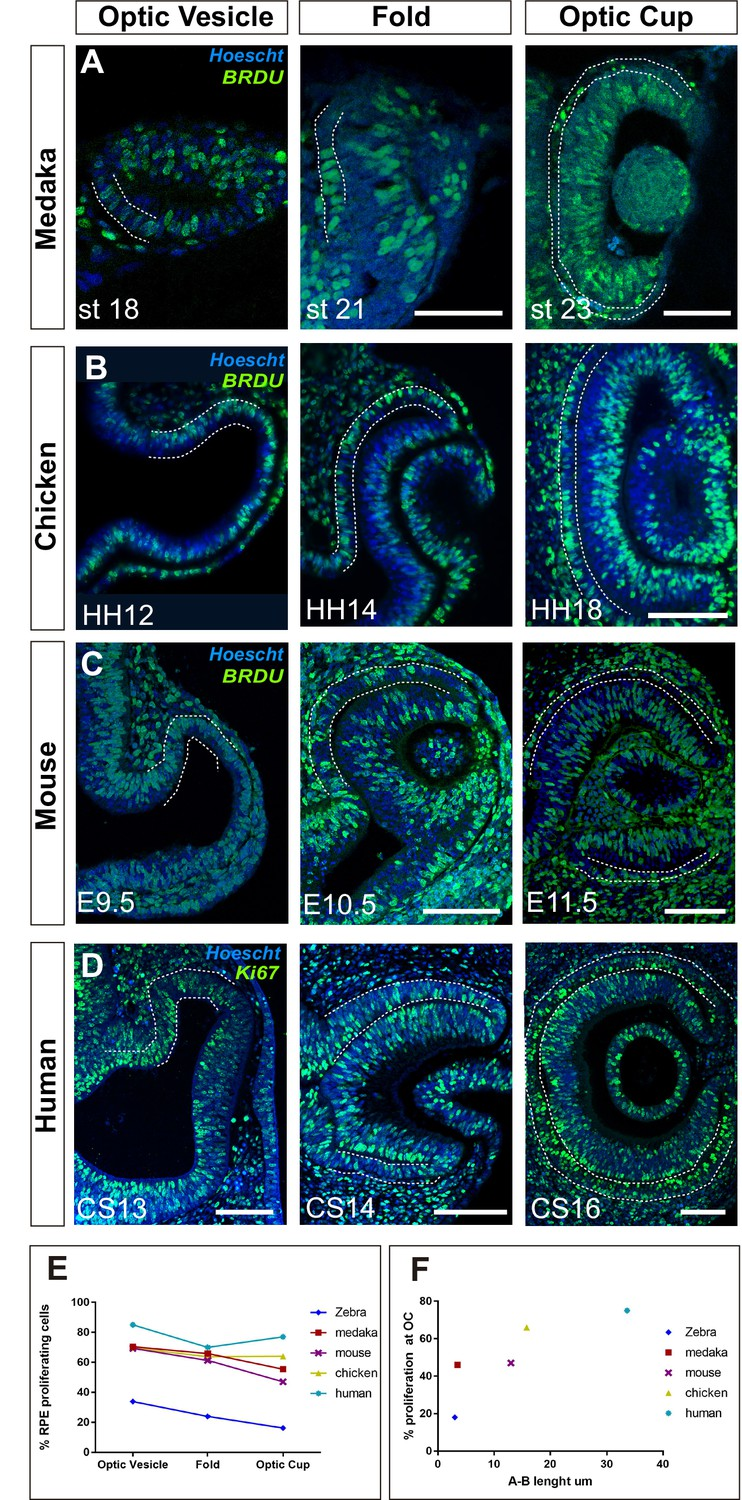
Oogblaasje instulping bij Oryzias latipes, kip, muis en menselijk embryo
- Dorsaal aanzicht van de overgang van het oogblaasje in de oogbeker met ciliaire rand (groeit uit tot straalvormig lichaam) en pijnappelklier
- Dorsaal aanzicht van de overgang van het oogblaasje in de oogbeker met neurale lijstcellen en pijnappelklier